# معتمدية الكبارية
الكَبَّارِيَّةُ إحدى معتمديات ولاية تونس. وهي من أهم المناطق في هذه المعتمدية.
- حي بوحجر (2053)
- حي ابن سينا (2066)
- حي النور (2053)
- مدينة الكبارية (2053). وهو حي  يتبع لسلسة الأحياء الموجودة في ضواحي العاصمة، وتعتبر من أقدم مناطق الضواحي فكانت نشاتها في حدود ستينيات القرن الماضي. وهي مركز المعتمدية و مكان تواجد قصر البلدية و السوق وكارفور وخطين للمترو 1 و6 بين منطقة الوردية  2- الثانية يقع بالمدينة عدد من المنشات العامة ذات الاهمية كالمترو العمومي الذي يمر بالمدينة عبر عدة محطات وهو المترو عدد واحد الذي يربط مركز العاصمة بضاحية بن عروس و 6خط المروج[3] كما يوجد بلدية ومعتمدية وعدد من العمادات و مبني قباضة مالية وعدد من المرافق الحيوية الاخري.[4]